# FIGHTERZ
『FIGHTERZ』（ファイターズ）は、日本のヴィジュアル系ロックバンド・BREAKERZが2009年12月2日にZAIN RECORDSから発売した4枚目のオリジナルアルバムである。

## 内容
前作『BIG BANG!』から1年ぶりのオリジナルアルバムにして3か月連続リリース第3弾作品。
タイトルは「守りに入らず攻めの姿勢で攻め続けたい」というメンバーの思いと、「人生で直面する様々な戦いから逃げずに一緒に戦って行こう」というメッセージを込めて命名された。また、それに伴ってカバーアートではDAIGO発案の元、メンバーが三銃士に扮している。
ジャケットの異なる初回限定盤Aと初回限定盤B、通常盤の3形態で発売された。初回限定盤Aには特典として『MUSIC CLIP 2009 ～FIGHTERZ Version～』と題し同年に制作された6曲のビデオクリップとオフショット映像を収録したDVDが、初回限定盤Bには特典として『Document DVD ～FIGHTERZができるまで～』と題し今作の制作裏でのドキュメンタリー映像を収録したDVDが、通常盤にはランダムで全6種類からなるトレーディングカードが同梱された。また、全形態購入者に応募特典として直筆年賀状がプレゼントされた。

## 収録曲
| #            | タイトル                                       | 作詞           | 作曲           | 編曲               | ストリングス&ブラスアレンジ |
| ------------ | ---------------------------------------------- | -------------- | -------------- | ------------------ | --------------------------- |
| 1.           | 「THEME OF FIGHTERZ」                          |                | SHINPEI        | 寺地秀行、BREAKERZ |                             |
| 2.           | 「NEXT LEVEL」                                 | DAIGO          | DAIGO          | BREAKERZ           | 寺地秀行、BREAKERZ          |
| 3.           | 「LOVE FIGHTER 〜恋のバトル〜 (FIGHTERZ MIX)」 | DAIGO          | SHINPEI        | BREAKERZ           |                             |
| 4.           | 「SUPER-HI-TENSION!!」                         | DAIGO          | DAIGO          | BREAKERZ           |                             |
| 5.           | 「BAMBINO 〜バンビーノ〜 (FIGHTERZ Version)」  | DAIGO          | SHINPEI        | BREAKERZ           | 野村裕幸、BREAKERZ          |
| 6.           | 「Everlasting Luv」                            | DAIGO          | SHINPEI、DAIGO | BREAKERZ           | 寺地秀行、BREAKERZ          |
| 7.           | 「SECRET GIRL」                                | DAIGO、AKIHIDE | AKIHIDE        | BREAKERZ           | 鎌田真吾、BREAKERZ          |
| 8.           | 「ぼくら」                                     | DAIGO          | DAIGO          | 徳永暁人           |                             |
| 9.           | 「初恋トランポリン」                           | DAIGO          | DAIGO          | BREAKERZ           |                             |
| 10.          | 「Orion」                                      | AKIHIDE        | AKIHIDE        | BREAKERZ           | 寺地秀行、BREAKERZ          |
| 11.          | 「Snow Rose」                                  | AKIHIDE        | AKIHIDE        | BREAKERZ           |                             |
| 12.          | 「DEAR LIAR」                                  | DAIGO          | AKIHIDE        | BREAKERZ           |                             |
| 13.          | 「GRAND FINALE」                               | DAIGO          | DAIGO          | BREAKERZ           |                             |
| 14.          | 「光 (FIGHTERZ Version)」                      | DAIGO          | DAIGO          | BREAKERZ           | 池田大介、BREAKERZ          |
| BONUS TRACK. | 「Feel so good (B.R.Z Version)」               | DAIGO          | DAIGO          | BREAKERZ           | 寺地秀行、BREAKERZ          |

### 解説
1. THEME OF FIGHTERZ
今作のオーバーチュアにあたるインストゥルメンタル。
2. NEXT LEVEL
今作のリード曲。
3. LOVE FIGHTER 〜恋のバトル〜 (FIGHTERZ MIX)
7thシングルの表題曲のアルバムミキシングバージョン。
4. SUPER-HI-TENSION!!
5. BAMBINO 〜バンビーノ〜 (FIGHTERZ Version)
両A面からなる、5thシングルの表題2曲目のアルバムバージョン。
6. Everlasting Luv
両A面からなる、5thシングルの表題1曲目。
7. SECRET GIRL
8. ぼくら
9. 初恋トランポリン
10. Orion
11. Snow Rose
12. DEAR LIAR
13. GRAND FINALE
4thシングルの表題曲。
14. 光 (FIGHTERZ Version)
6thシングルの表題曲のアルバムバージョン。
15. Feel so good (B.R.Z Version)
今作のボーナス・トラック。

## 参加ミュージシャン
BREAKERZ
- DAIGO：Vocal & Chorus
- AKIHIDE：Guitar & Chorus、Synth Programming
- SHINPEI：Guitar & Chorus、Synth Programming

Support Musician
- 永井利光：Drums (#4〜6,8〜13,BONUS TRACK)
- 土橋誠：Drums (#2,7)
- 山木秀夫：Drums (#14)
- IKUO：Electric Bass (#2,4〜6,9,11〜13)
- 徳永暁人：Electric Bass & Synth Programming、Additional Chorus (#8)
- 美久月千晴：Electric Bass (#14)
- 二家本亮介：Electric Bass (#BONUS TRACK)
- TOKIE：Upright Bass (#7,10)
- 小野塚晃：Piano (#10,14,BONUS TRACK)
- 野村裕幸：Trombone (#5)
- 東條あづさ：Trombone (#7)
- 小林太：Trumpet (#5)
- 上石統：Trumpet (#7)
- Yuhki：Trumpet (#7)
- 上杉雄一：Sax (#5)
- 渡辺ファイアー：Tenor Sax (#7)
- 谷口亜実 & Lime Ladies Orchestra：Strings (#1,10,BONUS TRACK)
- 中川直子 & Lime Ladies Orchestra：Strings (#14)
- 林こずえ：Violin (#11)
- スピン・ステルス・スパイク：Additional Programming (#3)
- MissTy：Additional Chorus (#3)
- ユーリ・ナオキ：Additional Chorus (#4)

## タイアップ
- TBS系列バラエティ番組『笑撃!ワンフレーズ』2009年11,12月度エンディングテーマ (#3)
- エムティーアイ『music.jp』TV-CMソング (#3)
- J SPORTS『第40回全国高等学校バスケットボール選抜優勝大会』エンディングテーマ (#4)
- ダリヤ『men's Palty』TV-CMソング (#5)
- 日本テレビ系列アニメ『名探偵コナン』シーズン14第2期オープニングテーマ (#6)
- TBS系列スポーツ情報番組『SUPER SOCCER Plus』2009年1〜3月度テーマソング (#13)
- 全国独立放送協議会音楽番組『MU-GEN』2009年2月度エンディングテーマ (#13)
- 日本テレビ系列アニメ『名探偵コナン』シーズン14第3期エンディングテーマ (#14)

## インストアイベント
今作を引っ提げてのインストアイベントとして握手会が下記3都市3会場で開催された。